# 至上主义

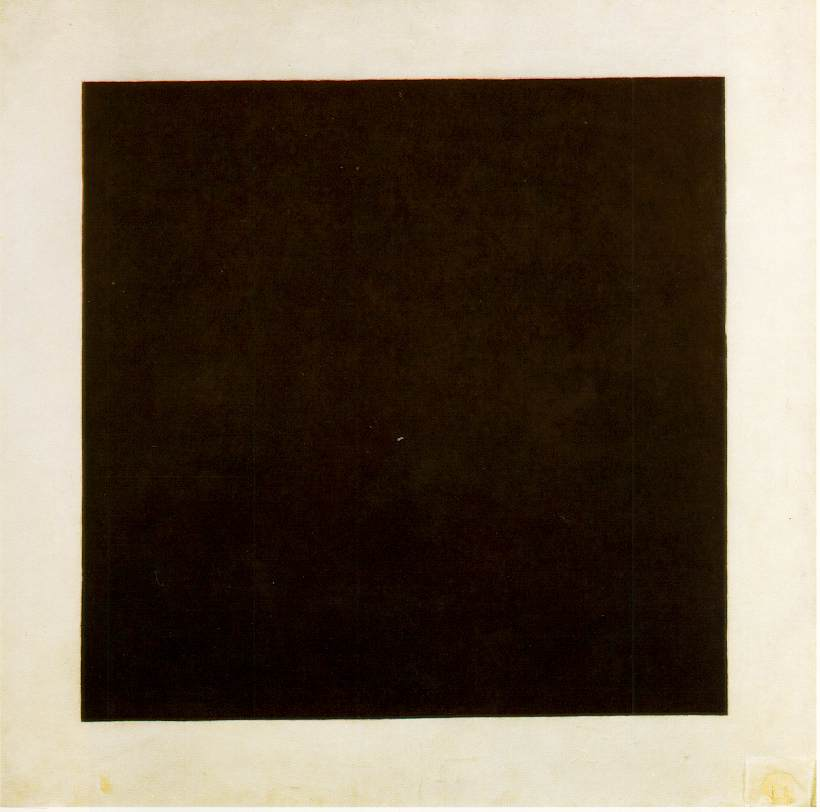
《黑方塊》，马列维奇繪於1915年的作品，現藏聖彼德堡的俄羅斯博物館

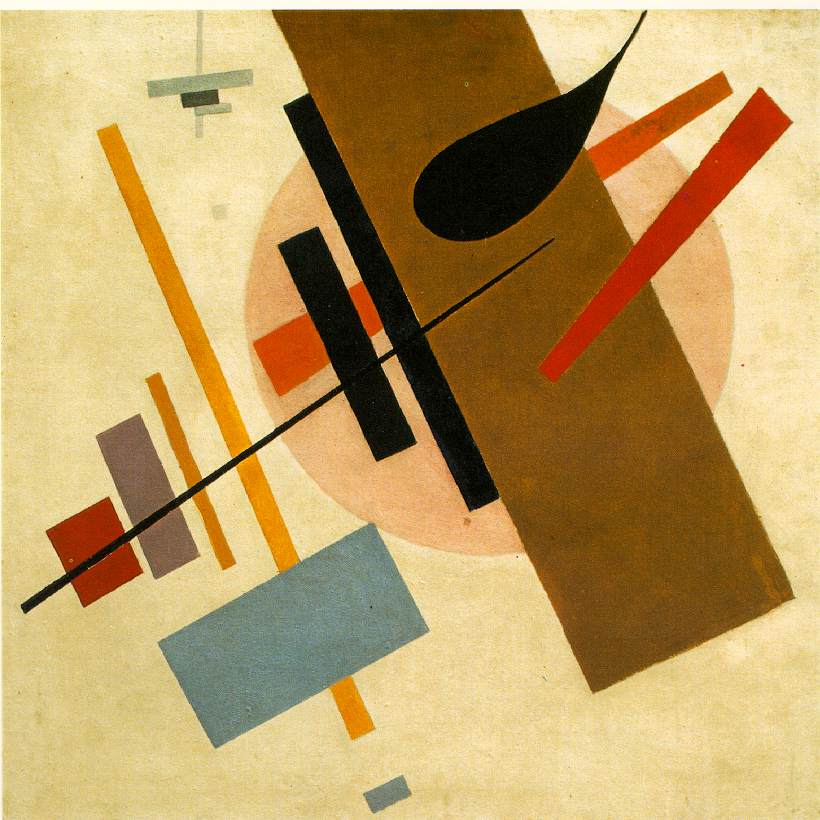
馬列維奇於1917年作品

至上主义（俄语：супрематизм，英语：suprematism，或译作“绝对主义”）现代主义艺术流派之一，二十世纪初俄罗斯抽象绘画的主要流派。创始人为卡济米尔·谢韦里诺维奇·马列维奇（1878-1935）。“至上主义”一詞来自于1915年马列维奇发表的宣言式小册子《从立体主义和未来主义到至上主义》（От Кубизма и Футуризма к Супрематизму）。在这本书中，马列维奇，强调至上主义是艺术中的绝对最高真理，它将取代此前一切曾经存在过的流派。人类社会可以以至上主义的原则进行组织和构建，进入新的历史发展阶段。至上主义的代表作品是马列维奇在1915年“0.10最后的未来主义展览”展出的油画《黑方块》。
至上主义的理论和创作对同时期的构成主义、以及欧洲的抽象绘画产生了重要的影响。

## 概念
至上主义是一种强调基本几何形（如圆、方、线条等），并注重使用有限集中颜色的艺术运动。它由马列维奇（Kazimir Malevich）在1913年左右在俄罗斯创立。1915年，马列维奇在圣彼得堡展出了36件类似风格的作品，这宣称至上主义运动的肇始。“至上主义（suprematism）”这一概念并非指代任何对具体物品的描绘，而是指“由纯粹的艺术知觉而产生的崇高感。”

## 运动的产生
在发表于1927年的“至上主义”（这是他《非客观的世界》（The Non-Objective World）一书的第二部分）一文中，马列维奇清晰地阐明了至上主义的概念：
“通过至上主义这种艺术，我理解了创造性艺术中，纯粹的感知的重要。对于至上主义艺术家而言，客观世界里视觉中发生的现象，就现象本身而言是毫无意义的。它们之所以重要，在于令人产生的感觉，而不是客观的事物或环境（虽然我们常错以事物或环境为世界命名）。”
马列维奇用基本的几何形，尤其是圆和方，来创造至上主义的语法。在1915年名为“展示0.10（0.10Exhibition）”的展览中，马列维奇公布了他早期的至上主义作品。其中的重点是一副名为“黑色方块（Black Square）”的绘画。“黑色方块”不但被认为是马列维奇生涯中的转折点，而且是艺术发展历史上的里程碑。同样有里程碑意义的是另一幅名为“白中之白（White on White）”的作品。它是至上主义从多色系向单色系突破的印证。

## 和构成主义的区别
构成主义或唯物主义是俄罗斯在十月革命后流行的艺术运动，而马列维奇的至上主义与其有本质的抵触。构成主义崇拜实物，它关注艺术的实用性，倡导将艺术视为客观事物运转的道理。以构成主义看来，传统的画家应有艺术家和工程师的双重角色，有理解和协调生活方方面面的职责。
和构成主义大相径庭的至上主义，则倡导一种反物质、反实用的哲学。在“至上主义”中马列维奇写到：
“艺术不再服务于国家或宗教。它不再描摹历史中的道理，它想和客观的物性分道扬镳。它相信自己可以脱离事物而存在，为艺术而艺术（译者：即艺术至上）。”
Jean-Claude Marcadé评论道：“尽管构成主义和至上主义表面上相似，但其实是相互对立的。”据Marcadé称，二者之间的含糊，是因为诸如利西茨基（El Lissitzky）等曾受至上主义影响的艺术家，后来弃至上主义而转投了唯物主义。
实际上，至上主义从不认为人类是宇宙的中心。它认为人或艺术家只是一种应激或传输的机器，只是为了世界唯一的现实，即绝对的非物质，而存在：“非物质将我引入一片幸福的‘沙漠’，这里别无一物，只有感觉。”（《至上主义》）对于马列维奇而言，未来的世界将存在于绝对的非客观的基础上。

## 相关建筑
Nikolai Suetin将至上主义的主题应用于他的设计中。其中之一是圣彼得堡的罗蒙诺索夫瓷器工厂（Lomonosov Porcelain Factory）。马列维奇的建筑设计在1922年名为“建筑（Arkhitektoniki）”的项目中可见一斑。他的设计和风格派及柯布西耶一道运用直角，并以此宣称符合共产主义意识形态中的平等理念。三角因为和古代宗教有密切关系而被舍弃不用。
第一个至上主义建筑由Lazar Khidekel在1936年设计。1920年中期到1932年，Lazar Khidekel还设计了一系列未来主义作品，如空中之城（Aero-City），花园之城（Garden-City），和水上之城（City Over Water）等。

## 相关阅读
- 马列维奇